# Ridge Farm (Illinois)
Ridge Farm es una villa ubicada en el condado de Vermilion en el estado estadounidense de Illinois. En el Censo de 2010 tenía una población de 882 habitantes y una densidad poblacional de 111,43 personas por km².

## Geografía
Ridge Farm se encuentra ubicada en las coordenadas 39°53′45″N 87°39′7″O / 39.89583, -87.65194. Según la Oficina del Censo de los Estados Unidos, Ridge Farm tiene una superficie total de 7.92 km², de la cual 7.91 km² corresponden a tierra firme y (0%) 0 km² es agua.

## Demografía
Según el censo de 2010, había 882 personas residiendo en Ridge Farm. La densidad de población era de 111,43 hab./km². De los 882 habitantes, Ridge Farm estaba compuesto por el 98.19% blancos, el 0.34% eran afroamericanos, el 0.11% eran amerindios, el 0% eran asiáticos, el 0% eran isleños del Pacífico, el 0.23% eran de otras razas y el 1.13% pertenecían a dos o más razas. Del total de la población el 1.02% eran hispanos o latinos de cualquier raza.